# El ascensor (película de 1983)
El ascensor (título original: De lift) es una película de terror del director holandés Dick Maas, estrenada en 1983, e interpretada por Huub Stapel y Willeke van Ammelrooy. La película narra los violentos sucesos que tienen lugar en un edificio de oficinas en Ámsterdam.
La cinta obtuvo dos galardones destacando el Gran Premio del Festival de cine fantástico de Avoriaz recibido por Maas en 1984.

## Argumento
En Ámsterdam empiezan a suceder una serie de macabros accidentes relacionados con el ascensor de un edificio de oficinas. Una noche cuatro personas casi mueren por falta de aire; otro día un ciego cae por el hueco de un ascensor y un guardia es decapitado por el ascensor cuando funciona raramente. Ocurre la mayoría de veces en el octavo piso y todos estos acontecimientos tienen en vilo a trabajadores, visitantes y responsables del inmueble. Tras las revisiones del mismo no se aprecia ningún fallo mecánico pero algo sucede y el policía responsable al respecto no está haciendo su trabajo como debería. 
Uno de los encargados del mantenimiento, Felix Adelaar, está dispuesto a descubrirlo con la ayuda de la periodista Mieke de Beer quien, conocedora de la situación, también está interesada al respecto. Poco a poco descubren que el ascensor es el producto de un experimento prohibido, en el que la empresa electrónica Rising Sun ha instalado una computadora controlada por biochips de última generación en el ascensor. Esos chips están prohibidos por su tendencia a reprogramarse y reproducirse con el tiempo, lo que les convierte, con el tiempo, en un peligro para la gente. Como era de prever los chips en la computadora del ascensor, que ha instalado la empresa, han empezado a reprogramarse y han causado que esa computadora haya empezado a cobrar vida propia. Viendo su antigua programación como una irritación a su descubierta existencia, la computadora ha empezado a actuar opuestamente a sus deberes y así convertirse en una asesina.
Felix Adelaar está decidido a detener la computadora del ascensor del edificio y con la ayuda de la periodista encuentra la computadora, que se había empezado a esconder desde su cambio y posicionado en el octavo piso a través de un tubo. Consigue causarle estragos desde ese piso pero no destruirla, ya que el ordenador separa los cables del ascensor para que se caiga y así evitar ser destruida y matar a Felix, lo que obliga a Felix a abandonar el lugar con la ayuda de Willeke, aunque a muy duras penas. Finalmente el científico responsable del experimento, que se ha dado cuenta de lo que está ocurriendo, aparece ante ambos en el octavo piso y, con disparos de una pistola propia, destruye la computadora que se había escondido en el hueco del ascensor en ese lugar.  
Sin embargo, antes de morir, la computadora lo mata ahorcándolo con la ayuda de los cables del ascensor destruido. Ambos, horrorizados por todo lo ocurrido, bajan entonces por la escalera decididos a informar a todo el mundo sobre lo que ha ocurrido. 

## Reparto
- Huub Stapel - Felix Adelaar
- Willeke van Ammelroy - Mielke de Beer
- Josine van Dalsum - Saskia Adelaar
- Siem Vroom - Inspector
- Hans Veerman - Científico de Rising Sun

## Producción
La película se rodó en 30 días con un presupuesto de 350.000 euros. Como no había dobles los actores tuvieron que realizar sus propias escenas de riesgo en esta producción.
La banda sonora instrumental, íntegramente de música electrónica, fue compuesta por Dick Maas. Para ello utilizó dos sintetizadores prestados, un Jupiter 8 y un Juno 60.
Pese a su reducido presupuesto y características la cinta consiguió fama internacional convirtiéndose en una película de culto de su género. El éxito llegó hasta tal punto que Warner Bros. compró los derechos de distribución después de que se estrenase con gran éxito en el Festival de Cannes.

## Recepción
La cinta obtiene valoraciones mixtas en los portales de información cinematográfica y entre la crítica especializada. En IMDb con 6.855 valoraciones alcanza una puntuación de 6,2 sobre 10. En FilmAffinity obtiene una valoración de 5,0 sobre 10 contabilizando 1.059 votos de los usuarios del portal. En el agregador de críticas Rotten Tomatoes no alcanza el quorum mínimo entre la crítica profesional, con sólo dos críticas reseñadas ambas negativas, y obtiene una calificación de "fresco" para el 40% de los usuarios del portal con más de 500 críticas.

## Recreación
En 2001 se estrenó un recreación de esta película, también dirigida por Dick Maas, titulada Down con un reparto en el que figuran James Marshall y Naomi Watts.